# Fiesta! fiesta!
fiesta! fiesta!（フィエスタ フィエスタ）は、山田優の4枚目シングル。2007年9月5日に発売。

## 概要
「fiesta! fiesta!」は、本人出演、花王「レイシャス」CMソング。楽曲のプロデュースは久保田利伸が担当。この曲のミュージック・ビデオの振付を担当したのはTRFのSAM。出演もしている。
CDのみと、CD+DVD初回限定盤の2形態で発売。CDの収録内容は同一で、ジャケットの相違がある。

## 収録曲

### CD
1. fiesta! fiesta!
  - 作詞・作曲：久保田利伸／編曲：久保田利伸・森大輔
2. Palm
  - 作詞：H.U.B.／作曲・編曲：田中隼人
3. fiesta! fiesta!（instureumental）
4. Palm（instureumental）

### DVD（初回限定盤のみ）
1. fiesta! fiesta!（Promotion Video）
2. イギリス＆沖縄プライベート映像+PVメイキング映像

## タイアップ
- 花王「RAYCIOUS」CMソング（M-1）
- フジテレビ系「うまなで」エンディングテーマ（M-2）